# Apache Lenya
Az Apache Lenya egy Java/XML nyelvű nyílt forráskódú tartalomkezelő rendszer, amely az Apache Cocoon tartalomkezelő keretrendszeren alapul. A főbb funkciói a következők: verziókezelés, ütemezés, keresési képességek, munkafolyamat támogatás és böngésző alapú WYSIWYG-szerkesztők.
A Lenya-t eredetileg Michael Wechner kezdte 1999 elején, hogy kezelni tudja a pattern formation újság média tartalmát. Michael korábban a fizika területén végzett alapkutatást számítógépes szimulációk (dendritic growth) írásával.
2000 elején Michael társalapítója lett a Wyona-nak, amely továbbvitte a Lenya fejlesztését interaktív újság szerkesztőként. Ez alapját képezte az Neue Zürcher Zeitung-nak. A Lenya név a Levi és Vanya nevű gyermekeiből képzett szóösszetétel.
2003 tavaszán Wyona az Apache Software Foundation-nak adományozta a Lenya-t, itt Lenya keresztülment az inkubátor folyamaton, majd 2004 szeptemberében felső szintű projektté vált.
2006-ban Michael egy új tartalomkezelő rendszert kezdett el, amelyet Yanel-nek nevezett el (a Lenya anagrammája). Főbb újdonsága a verziózott interfészek bevezetése volt, mint olyan megközelítés, amely visszafelé kompatibilitást tesz lehetővé akár a kezdetekig, és amely, felváltja a periodikus kiadások klasszikus megközelítését (folyamatos telepítés esetén).

## Külső hivatkozások
- Apache Lenya weboldala
- Apache Lenya wiki

## Fordítás
Ez a szócikk részben vagy egészben  az   Apache Lenya című angol Wikipédia-szócikk ezen változatának fordításán alapul.  Az eredeti cikk szerkesztőit annak laptörténete sorolja fel. Ez a jelzés csupán a megfogalmazás eredetét és a szerzői jogokat jelzi, nem szolgál a cikkben szereplő információk forrásmegjelöléseként.